# Presidenca
La Presidenca (in albanese anche Zyra Presidenciale, «l'ufficio presidenziale») è il palazzo che ospita l'ufficio del presidente dell'Albania e serve soprattutto allo svolgimento di funzioni rappresentative e protocollari. Fronteggia il Palazzo dei Congressi sul bulevardi Dëshmorët e Kombit di Tirana. 
Progettato per ospitare l'ambasciata sovietica presso la Repubblica Popolare d'Albania, non svolse mai questa funzione perché, gettate le fondamenta nel 1959, nel giro di due soli anni i due paesi interruppero le relazioni diplomatiche. Assunse la funzione di palazzo presidenziale alla dissoluzione del regime comunista in Albania. Nel 2007 è stato riconosciuto monumento della cultura albanese.